# Jalālābād-e Dezak
Jalālābād-e Dezak (persiska: جَلالابادِ كُهنِه, Jalālābād-e Kohneh, جلال آباد دزک, جلال آباد) är en bondby i Iran.   Den ligger i provinsen Yazd, i den centrala delen av landet, 500 km sydost om huvudstaden Teheran. Jalālābād-e Dezak ligger 1 150 meter över havet och antalet invånare är 135.
Terrängen runt Jalālābād-e Dezak är platt. Runt Jalālābād-e Dezak är det ganska tätbefolkat, med 83 invånare per kvadratkilometer. Närmaste större samhälle är Zārach, 15,0 km öster om Jalālābād-e Dezak. Trakten runt Jalālābād-e Dezak är ofruktbar med lite eller ingen växtlighet.